# SPPL3
SPPL3 (англ. Signal peptide peptidase like 3) – білок, який кодується однойменним геном, розташованим у людей на короткому плечі 12-ї хромосоми. Довжина поліпептидного ланцюга білка становить 385 амінокислот, а молекулярна маса — 42 563.
| 10         |  | 20         |  | 30         |  | 40         |  | 50         |
| ---------- |  | ---------- |  | ---------- |  | ---------- |  | ---------- |
| MAEQTYSWAY |  | SLVDSSQVST |  | FLISILLIVY |  | GSFRSLNMDF |  | ENQDKEKDSN |
| SSSGSFNGEQ |  | EPIIGFQPMD |  | STRARFLPMG |  | ACVSLLVMFF |  | FFDSVQVVFT |
| ICTAVLATIA |  | FAFLLLPMCQ |  | YLTRPCSPQN |  | KISFGCCGRF |  | TAAELLSFSL |
| SVMLVLIWVL |  | TGHWLLMDAL |  | AMGLCVAMIA |  | FVRLPSLKVS |  | CLLLSGLLIY |
| DVFWVFFSAY |  | IFNSNVMVKV |  | ATQPADNPLD |  | VLSRKLHLGP |  | NVGRDVPRLS |
| LPGKLVFPSS |  | TGSHFSMLGI |  | GDIVMPGLLL |  | CFVLRYDNYK |  | KQASGDSCGA |
| PGPANISGRM |  | QKVSYFHCTL |  | IGYFVGLLTA |  | TVASRIHRAA |  | QPALLYLVPF |
| TLLPLLTMAY |  | LKGDLRRMWS |  | EPFHSKSSSS |  | RFLEV      |  |            |

A: Аланін

C: Цистеїн

D: Аспарагінова кислота

E: Глутамінова кислота

F: Фенілаланін

G: Гліцин

H: Гістидин

I: Ізолейцин

K: Лізин

L: Лейцин

M: Метіонін

N: Аспарагін

P: Пролін

Q: Глутамін

R: Аргінін

S: Серин

T: Треонін

V: Валін

W: Триптофан

Кодований геном білок за функціями належить до гідролаз, протеаз. 
Задіяний у такому біологічному процесі, як альтернативний сплайсинг. 
Локалізований у мембрані, ендоплазматичному ретикулумі, апараті гольджі.